# Pavel Valent
Pavel Valent (27. července 1914 Zvolen – 28. března 1953 Věznice Pankrác) byl slovenský příslušník SNB a protikomunistický odbojář odsouzený komunistickým režimem v politickém procesu k trestu smrti a popravený v roce 1953.
Narodil se v roce 1914 ve Zvolenu. Později žil v Bratislavě. Se svou ženou měl děti Gitu, Helenu a Petra. Pracoval na Poverenictve vnútra.
V lednu 1952 byl zatčen za napomáhání svému švagrovi Vojtechu Dankovi při jeho útěku z Československa, kterému se v prosinci 1951 podařilo uprchnout do Rakouska. Ve vazbě byl mučen, následkem čehož mu musela být amputována noha. V politickém procesu konaném v září 1952 byl za trestné činy velezrady, vyzvědačství, návod k vraždě a podílnictví ve vraždě odsouzen k trestu smrti. Popraven byl v březnu 1953. Veškerý Valentův majetek včetně bratislavského bytu, kde žila jeho rodina, byl poté konfiskován. Odsouzena byla i jeho manželka k trestu odnětí svobody v délce 25 let. Valentovy děti posléze vychovávala jejich babička. Rodina se nikdy nedozvěděla, co se stalo s Valentovým tělem.

## Připomínky
- Jeho jméno je uvedeno na pamětní desce popraveným příslušníkům Sboru národní bezpečnosti umístěné na fasádě v podloubí před vstupem do budovy Policejního prezidia České republiky na adrese Strojnická 935/27, 170 89 Praha 7 – Holešovice.[13][14]
- Jeho jméno je uvedeno na desce v řadě 29 na Čestném pohřebišti popravených a umučených z 50. let (III. odboj) na Ďáblickém hřbitově.[15]

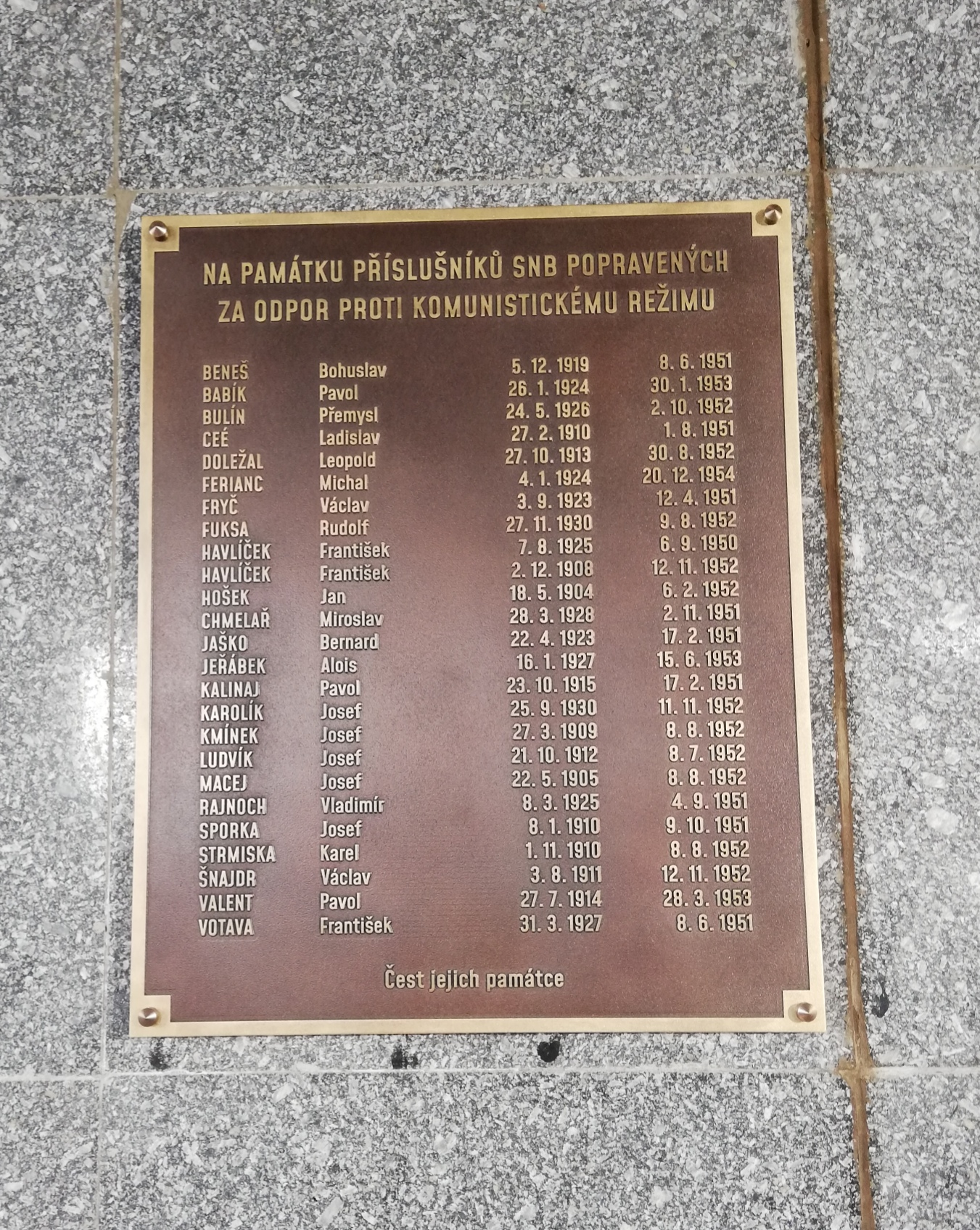
Pamětní deska popraveným příslušníkům Sboru národní bezpečnosti se jménem P. Valenta v pražských Holešovicích
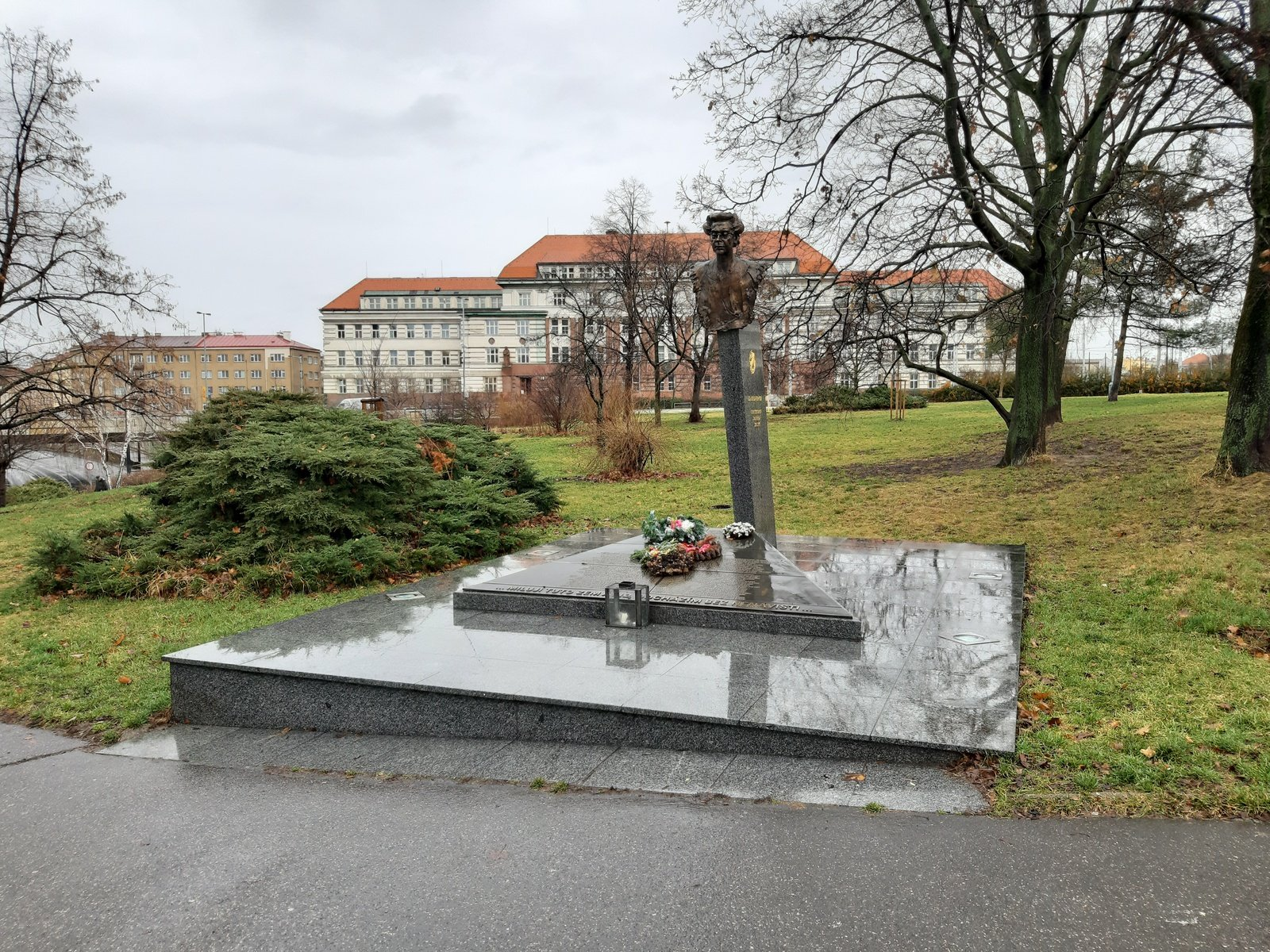
Pomník na náměstí Hrdinů v Praze 4 - Nuslích
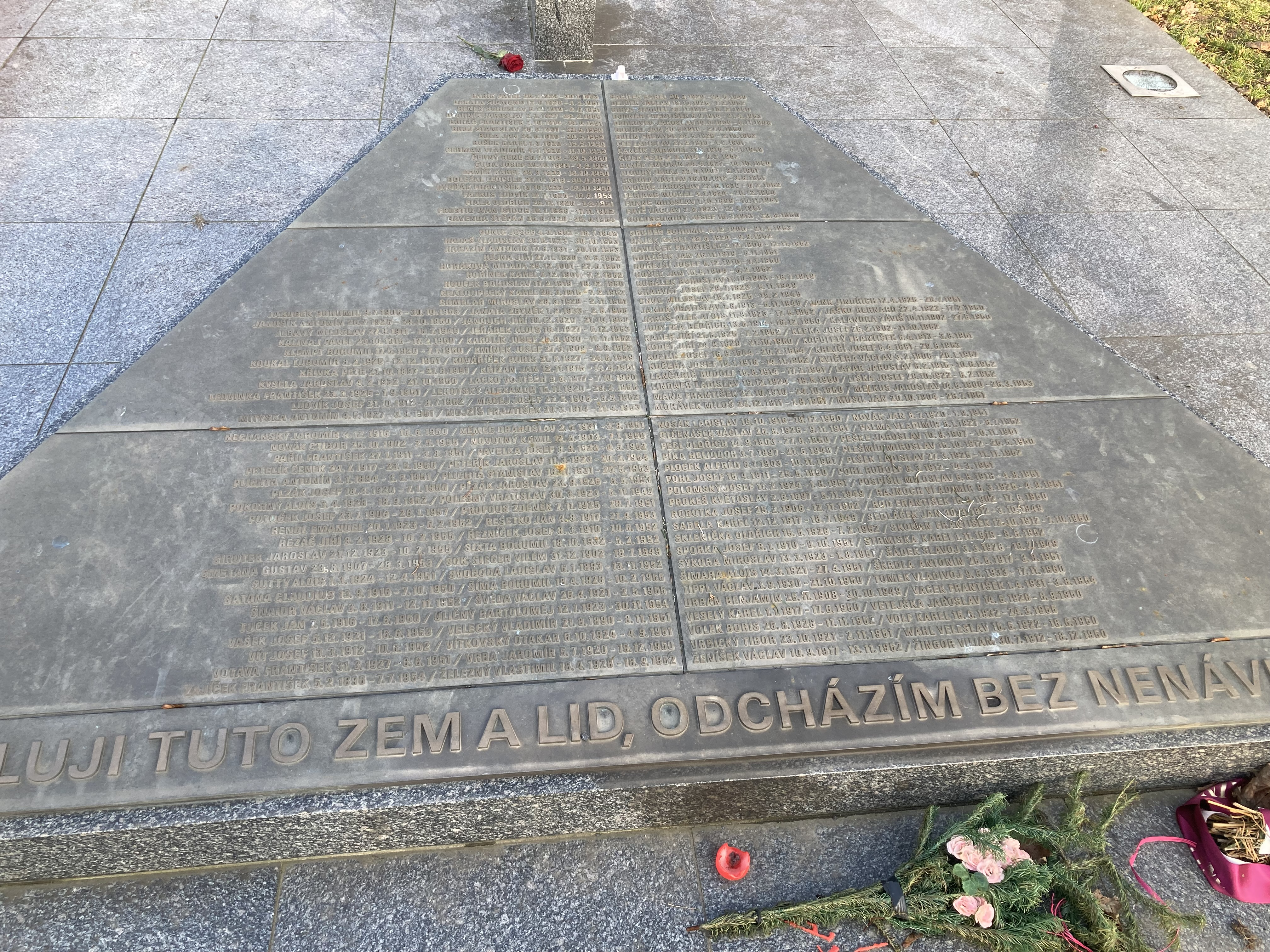
Seznam obětí komunismu se jménem P. Valenta na pomníku na náměstí Hrdinů v Praze 4 - Nuslích
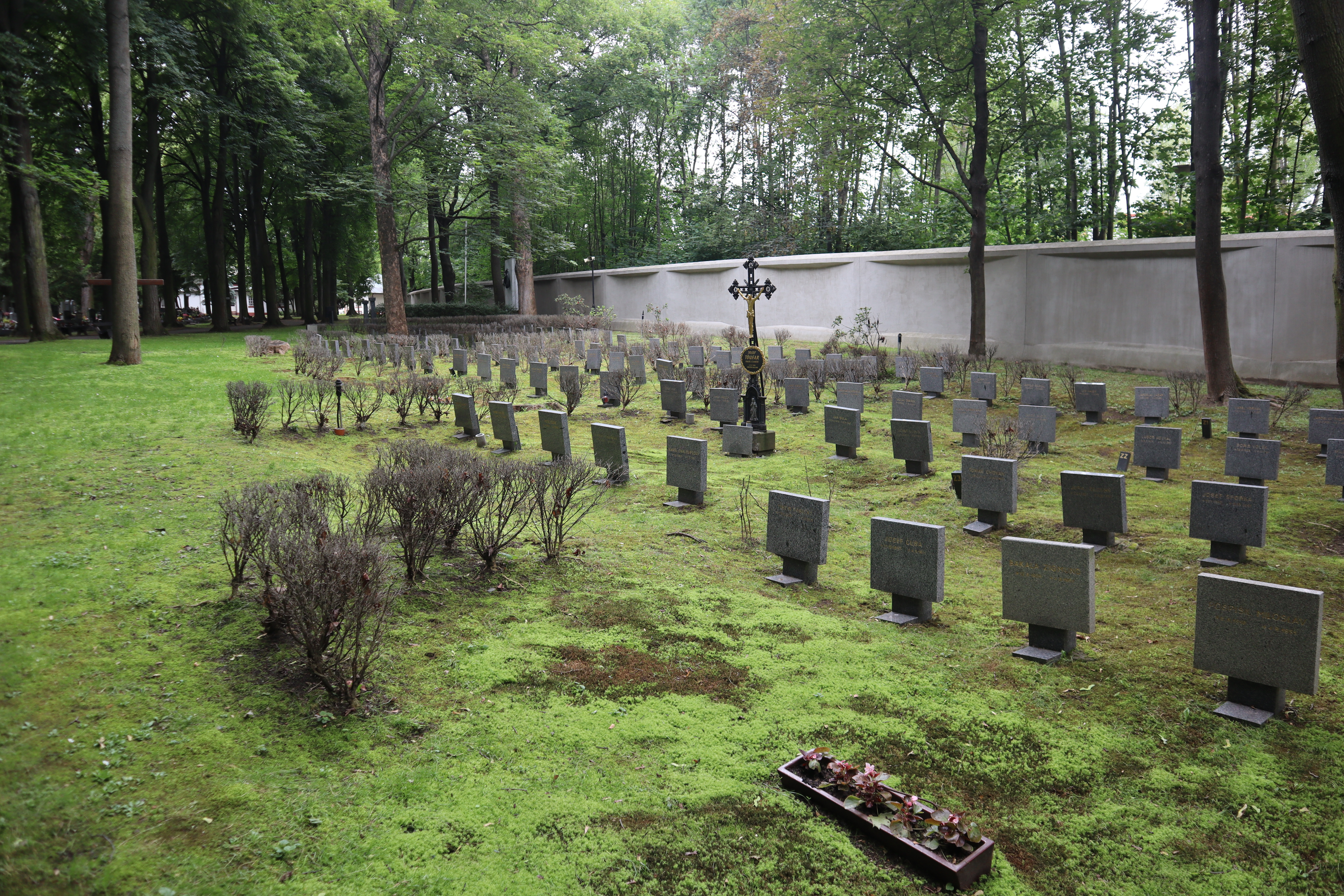
Čestné pohřebiště popravených a umučených z 50. let (III. odboj) na Ďáblickém hřbitově
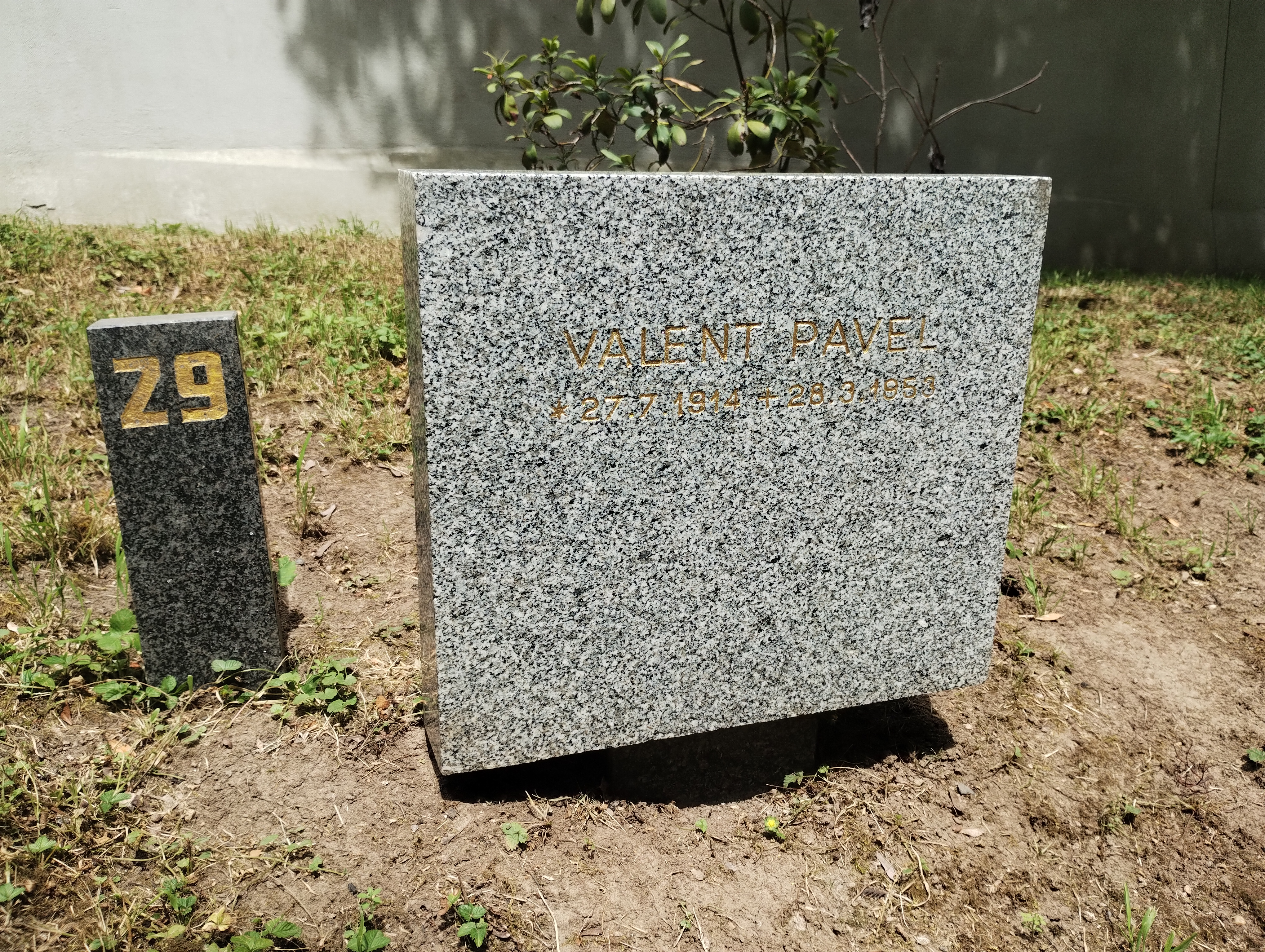
Symbolický náhrobek Pavla Valenta na Čestném pohřebišti v Ďáblicích